# ニシオンデンザメ
ニシオンデンザメ（西隠田鮫、学名: Somniosus microcephalus、英語: Greenland shark）は、オンデンザメ科に属するサメの1種。

## 生息域
北大西洋全域と、沿岸沖の大陸棚地帯に生息。英名が示すように、グリーンランド近辺の海域にも分布。
緯度が北の低水温の海水であれば、浅い海域にも浮上してくる。

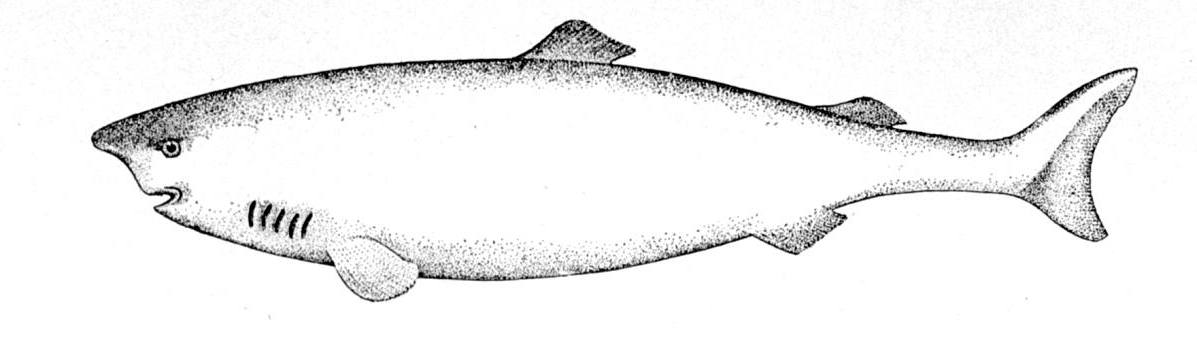
体型のスケッチ

## 特徴

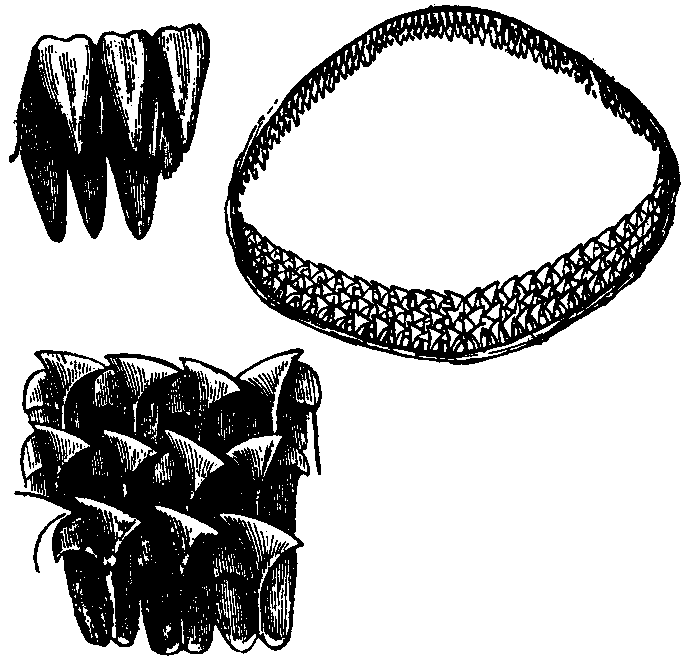
ニシオンデンザメの歯と顎。左上は上顎、左下が下顎の歯

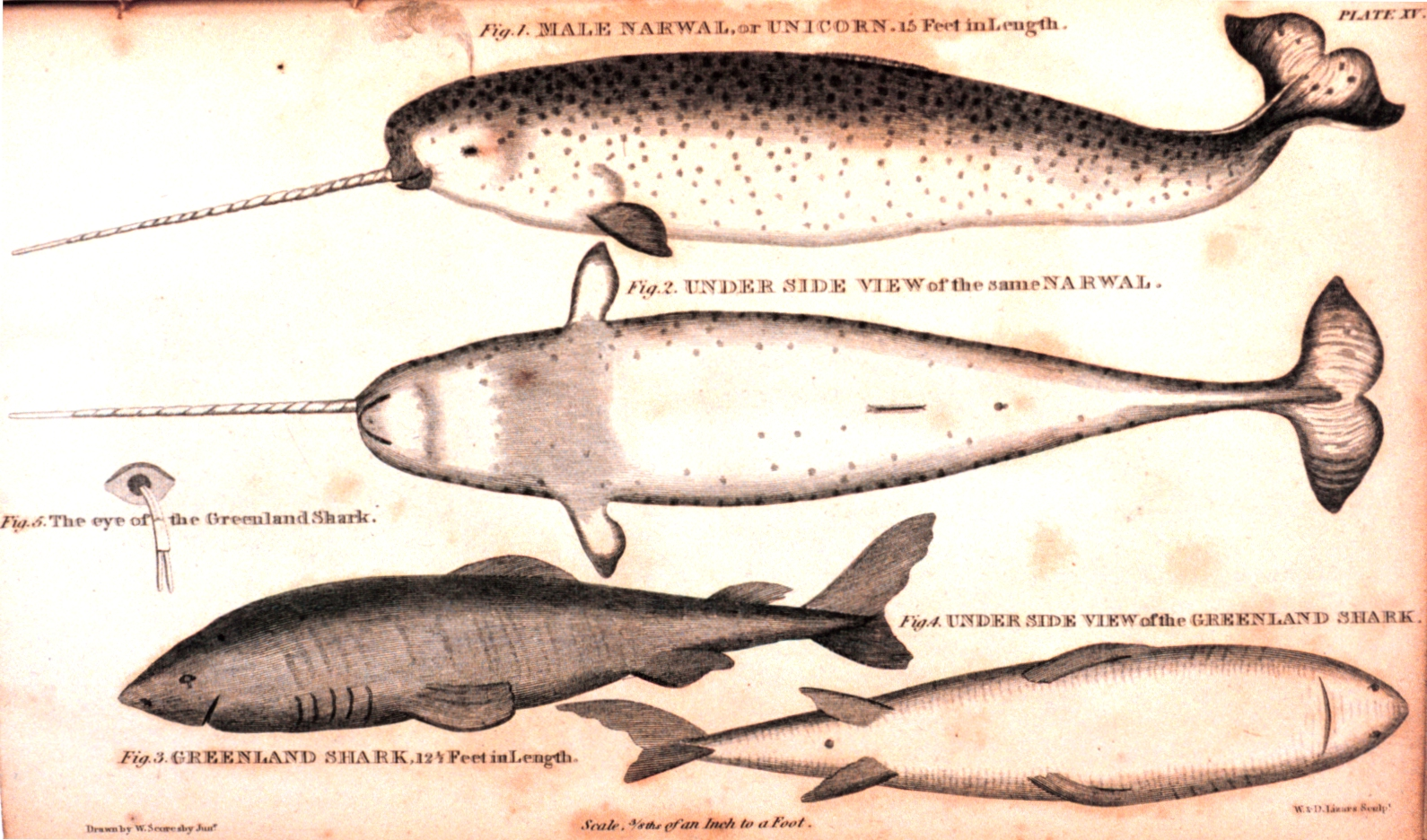
イッカクと共に描かれたニシオンデンザメ。目に付いた寄生虫も紹介されている。

ツノザメ目の最大種で、最大体長7.3メートルにもなる。体色は灰色。近縁種のオンデンザメと同じく深海性だが、エサを求めて浅海や河口付近にも上がってくるなど行動範囲は広い。
顎の歯は上顎に付いている歯がやや突き出て、下顎の歯がやや小さくなっている。吻部はやや前方に突き出る。体型はやや太めで横幅がある。
体の大きさに比べて、鰭と目はやや小さい。目には寄生性のカイアシ類をぶら下げていることがよくある。
同属のオンデンザメとは大きさや見た目などよく似ているが、オンデンザメは第1背鰭と第2背鰭との間の長さが吻端から第1鰓孔までの長さの三分の二であるのに対し、本種は第1背鰭と第2背鰭の間の長さが吻端から第1鰓孔までの長さとほぼ等しいことで見分けることができる。
既知の脊椎動物としては最も長寿であり、放射線年代測定法によって推定された最も高齢な個体は392±120歳（272～512歳）であった。またメスの性成熟には約150年かかると推定されている。

## 生態
鰭が小さく、ズングリとした体型である。低温域に生息しているため筋収縮速度が遅く、泳ぐ速さは時速1km程度と、サメ類に限らず大型魚類の中でも極端に遅く、「世界一のろい魚」とされる。一方で、食性は非常に多彩で、サケ、マスなどの魚類や底生性動物を主に捕食するが、大型の個体となると、アザラシをも襲うようになることが胃の内容物から判明している。動きが遅いため積極的に獲物を追うのではなく、待ち伏せや不意討ちといった手段を使うと見られる。
貪欲で、エサになりそうなものであれば、何でも口に入れるようで、胃の中からトナカイや、ホッキョクグマの骨が見つかった事もある。しかし、死亡して、漂流していた個体を食べた可能性も指摘される。
船員の長靴や、海に沈んだ人間の遺体まで胃の中で発見された例もある。

## 人間との関わり

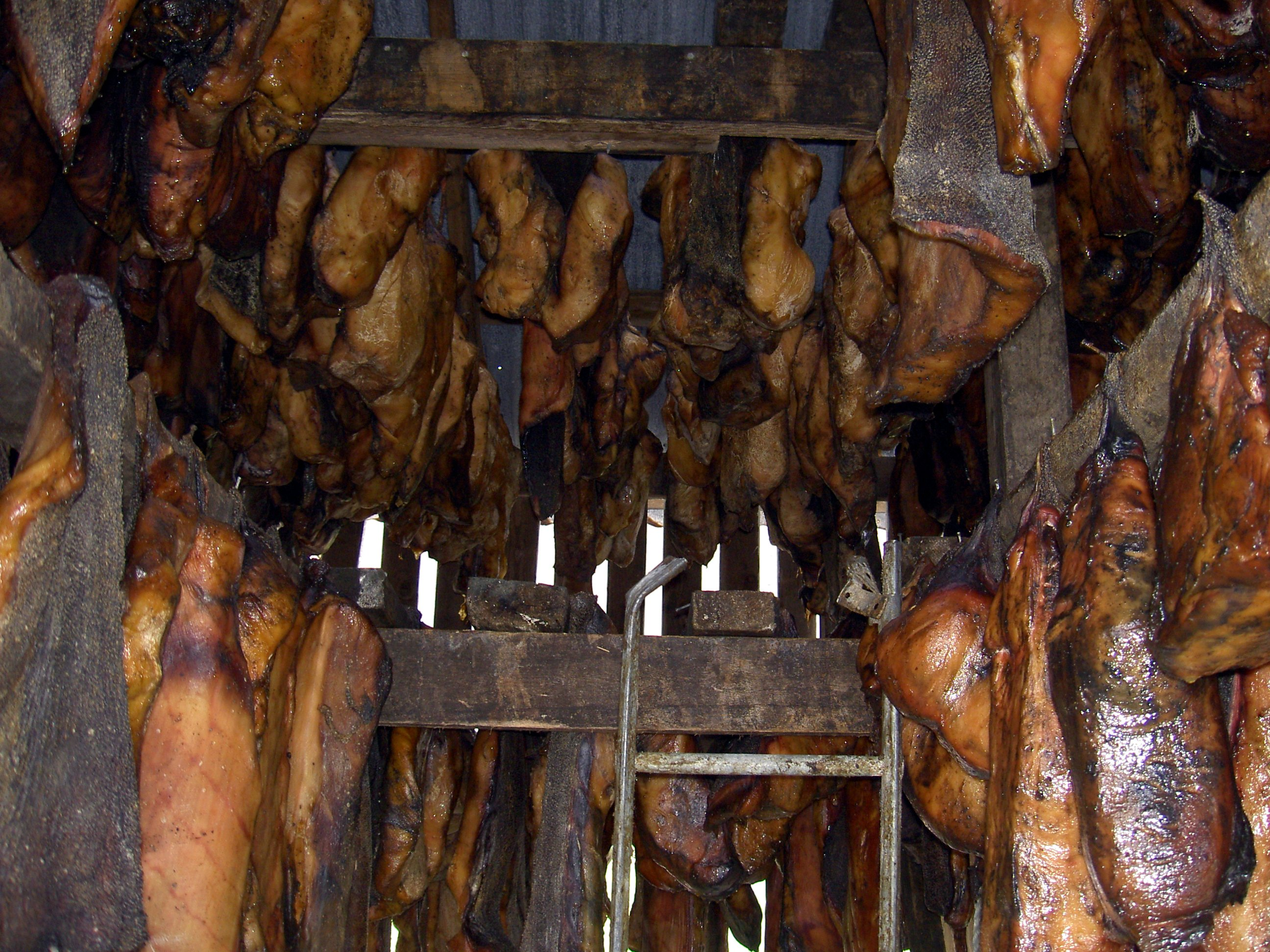
熟成中のハカール（ハウカットル）。本種やウバザメの肉をこのように発酵熟成させて作る。

体が大きく、その貪欲な食性のため潜在的に危険なサメとされるが、人の泳げない低温海水域に分布しているので、直接害に及ぶことは無いとされる。
本種は肉にトリメチルアミン-N-オキシドという毒があって、焼いて毒抜きしないと食べられないと言われる。肝臓は肝油などに利用され、アイスランドでは発酵食品ハカール (Hákarl) の素材にもなるため、北極海近辺では年間3万匹あまりが捕獲されている。
北方系原住民の人々は古くから本種を利用しており、疑似餌を丈夫なロープにくくりつけ、氷の下に巻き、そこで誘い出された本種を捕獲していた。